# Sebastian Brendel
Sebastian Brendel, född 12 mars 1988 i Schwedt/Oder, är en tysk idrottare som tävlar i kanot (kanadensare). Han har tagit tre olympiska guldmedaljer.
Brendel tävlar sedan 1996 i kanot. Han har vunnit tio guldmedaljer vid europamästerskap (fram till 2016) och flera andra medaljer vid världsmästerskap. Bredvid idrotten är Brendel polis.

## Karriär
Brendel tog sin första olympiska guldmedalj i C-1 1000 meter vid de olympiska sommarspelen 2012 i London. Fyra år senare tog han guld i både C-1 1000 meter och C-2 1000 meter vid de olympiska sommarspelen 2016 i Rio de Janeiro.
Vid olympiska sommarspelen 2020 i Tokyo tog Brendel brons i C-2 1000 meter.